# Catocala lais
Catocala lais là một loài bướm đêm trong họ Erebidae.